# 华南桤叶树
华南桤叶树（学名：Clethra fabri），为桤叶树科桤叶树属下的一个植物变种。